# Magnus Carlsen
Sven Magnus Øen Carlsen (norskt uttal: [svɛn ˈmɑŋnʉs øːn ˈkɑːɭsn̩]) född 30 november 1990 i stadsdelen Husvik i Tønsberg, är en norsk schackspelare som är femfaldig världsmästare i schack och sedan 1 juli 2011 världens högst rankade spelare.
Carlsen vann VM-titeln när han besegrade indiern Viswanathan Anand i november 2013; en titel han sedan försvarade mot samme man året därpå. 2014 var också året då norrmannen dessutom blev världsmästare i både snabbschack och blixtschack och därmed var han den förste i historien att inneha alla tre VM-titlarna. Året efter, 2015, blev han dessutom först att försvara en VM-titel i snabbschack. Han vann samtliga VM fram till år 2023 då han valde att avstå från att försvara sin VM-titel.
Carlsen har varit världens högst rankade spelare sedan juli 2011, med en högsta Elo-rating på 2 882.

## Juniorkarriär
Carlsen lärde sig schack redan som sexåring, men fick inte något egentligt intresse för spelet förrän vid åtta års ålder. Den norske stormästaren Simen Agdestein såg tidigt att Carlsen var en stortalang och blev en av hans första tränare, liksom de internationella mästarna Torbjørn Ringdal Hansen och Bjarte Leer-Salvesen.
Efter att ha vunnit över 300 ratingpoäng på drygt ett å, blev Carlsen 2004 den näst yngste stormästaren någonsin. Samma år blev han en världskändis då han blott 13 år gammal i en turnering i blixtschack slog den forne världsmästaren Anatolij Karpov och spelade remi (oavgjort) mot den då regerande världsmästaren och tillika världsettan Garri Kasparov. Året därpå blev han den yngste spelaren någonsin att kvalificera sig till kandidatturneringen till världsmästerskapet.
Han fortsatte sin klättring mot toppen år 2006 då han delade förstaplatsen i Corus Wijk aan Zee (numera Tata Steel Chess Tournament), grupp B, samt erhöll sex av åtta poäng i den 37:e schackolympiaden. Han vann dessutom sitt första norska mästerskap genom att besegra sin tränare Simen Agdestein i en tie-breakmatch.
Efter ett flertal starka prestationer under våren och sommaren 2007, bland annat en delad andraplats i Linares-Morelia, blev han den yngste spelaren genom tiderna att uppnå en rating över 2 700. I samma turnering blev han med sin vinst mot Veselin Topalov också den yngste genom tiderna att slå en världsetta. Han blev dock utslagen ur VM-cykeln av Levon Aronian, men placerade sig så bra i FIDE World Chess Cup att han kvalificerade sig till FIDE Grand Prix för 2008/09 - som han dock drog sig ur.
År 2008 delade han, 17 år gammal, förstaplatsen i Corus grupp A, Baku Grand Prix och Aerosvit, kom tvåa i Morelia-Linares och trea i Biel International Chess Festival.

## Seniorkarriär
Med Garri Kasparov som coach/tränare under 2009 nådde Carlsen sina bästa turneringsresultat dittills (och tillika några av de bästa turneringsresultaten någonsin i schackets historia). Med åtta poäng av tio möjliga vann han Pearl Spring Chess Tournament (kategori XXI) med en "performance rating" på 3 002, vilket i november 2009 gjorde honom till den femte – och dittills yngste – spelaren någonsin att uppnå en rating över 2 800.
Bortsett från ett mediokert framträdande i Schackolympiaden vann Carlsen samtliga turneringar under 2010, och i juli samma år var det bara Garri Kasparov som någonsin haft en högre rating än norrmannen. I januari 2010 var Carlsen, återigen som den yngsta i historien, för första gången rangerad överst på den officiella ratinglistan i schack.
Carlsen placerade sig därefter topp 3 i varje turnering, och var favorittippad som utmanare till Viswanathan Anands världsmästartitel 2012. Carlsen drog sig dock ur VM-cykeln på grund av meningsskiljaktigheter med FIDE.

### Världsmästerskapet 2013
Då Carlsen hade vunnit många stora turneringar föregående år såg många honom som favorit till VM-titeln. Han vann kandidatturneringen i april och kvalificerade sig därmed för ett möte med den regerande världsmästaren Viswanathan Anand. Matchen spelades i Anands hemland Indien och många menade att hemmafördelen i kombination med Anands rutin kunde utjämna Carlsens goda form. Carlsen vann emellertid överlägset, 6 1/2 - 3 1/2, utan att förlora ett enda av partierna i den mest överlägsna segern i VM-schackens 103-åriga historia. Vinstsumman var motsvarande 15 miljoner svenska kronor varav 9 miljoner tillföll Carlsen. Därmed var Magnus Carlsen ny världsmästare.

### Världsmästerskapet 2014
Till mångas överraskning var det Anand som vann kandidatturneringen och blev kvalificerad för att åter möta Carlsen i november i en kamp om VM-titeln. Den här gången var det Carlsen som hade det största trycket på sig. Matchen blev relativt jämn men Carlsen lyckades till slut vinna med 6 1/2 - 4 1/2 och behöll därmed sin världsmästartitel.

### Världsmästerskapet 2016
Sergej Karjakin (rankad nia i världen) vann överraskande kandidatturneringen och fick chansen att möta Carlsen. VM-mötet spelades i New York och blev väldigt jämnt. Carlsen pressade Karjakin i många av partierna, men ryssen hade ett bra försvarsspel och de första sju partierna slutade oavgjorda. Dramatiken ökade då de vann var sitt parti och i parti tolv valde Carlsen att "styra" mot remi, vilket gjorde hela matchen oavgjord. Efter en lång paus genomfördes ett avgörande genom snabbschack. Här vann Carlsen med 3–1 och lyckades alltså ännu en gång att försvara sin världsmästartitel.

### Världsmästerskapet 2021
Magnus Carlsen försvarade VM-titeln ännu en gång och segrade över ryssen Jan Nepomnjasjtjij med siffrorna 7,5 - 3,5.  Nyckelmatchen blev det sjätte partiet, som också den längsta i tävlingens historia. Carlsen vann först efter 7 timmar och 47 minuter. Efter det vann Carlsen också det åttonde, nionde och elfte partiet.

### Världsmästerskapet 2023
Carlsen valde att inte delta i VM 2023.

## Spelstil
Carlsen har sin styrka i det aktiva positionsspelet och slutspel. Han är känd för stor uthållighet i slutspelet samt en stark vinnarvilja. Han är inte en speciellt "vit" spelare, utan tycker om att sätta press på motståndaren med både svart och vit. Han lägger mindre vikt på öppningen och teoretiska studier. Han har på sätt och vis en universell spelstil och behärskar de flesta ställningstyper och har därför inga klara favoritöppningar. Att spela på ett sätt som är obehagligt för motståndaren, och att utnyttja motståndarens svagheter är viktigt i Carlsens spelstil.
Under turneringen Sinquefield Cup 2022, drog sig Magnus Carlsen ur turneringen, efter att han misstänkte fusk från sin motspelare Hans Niemann.

## Utmärkelser
Från 2009 till 2013 när priset lades ned tilldelades Carlsen Schack-Oscar.
År 2011 vann Carlsen Årets Peer Gynt.
År 2013 valde Cosmopolitan Carlsen till en av Sexiest men.
År 2013 utnämnde tidskriften Time Carlsen till en av de 100 mest inflytelserika personerna i världen.

## Företag
Magnus Carlsen driver företaget Play Magnus Group som i oktober 2020 introducerades på Oslobörsen med ett börsvärde om 796 MNOK.